# ダークエルフ
ダークエルフは、スノッリ・ストゥルルソン著『散文エッダ』に記述される「闇のエルフ（）」（古ノルド語: dökkálfr）の英訳名。「黒エルフ（）」も、これと同一視される。
ファンタジー小説やテーブルトークRPGなどに登場する架空の種族でもあり、多くの場合はエルフの近縁種とされ、エルフは気位が高いものの人間に友好的（あるいは無関心）であるのに対し、ダークエルフは人間に害を成す存在として描かれる。また、エルフとも敵対していることが多い。

## 北欧神話
北欧神話で「闇のエルフ（）」という存在は、英語に直訳すると「ダークエルフ」である。
その原典であるスノッリ・ストゥルルソン著『散文エッダ』においては、この「闇のエルフ」と「光の妖精（）」について書かれている。

さらには「黒エルフ（）」という種族名もみえるが、それは「闇エルフ」と同一であろうとする可能性の指摘、ないし断定がされている。
さらには、闇と光のエルフの区別は北欧ゲルマンの神話体系に古くから存在したであろうとする学者もいるが、闇のエルフも黒エルフも所詮「ドワーフ（ドヴェルグ）」のことであろうという意見が強まっている。スノッリの新エッダのみにしか、「闇のエルフ」という言い回しをする古例がないのである。

たとえば「闇の妖精（）」に対する「光の妖精（）」などの区別は、より由緒ある北欧神話の経典である『古エッダ』にはない。かつて『古エッダ』の一編とされたこともある「オージンのワタリガラスの呪文歌」にはみえるが、これは近代の創作だと今では結論付けられている。
特に「黒エルフ」がドワーフ（ドヴェルグ）のことではないかという考察については、「黒エルフの国（）」には、ドワーフが住んでいると2箇所で述べられていることが理由に挙げられる。

すなわち、黒エルフの国とは、ドワーフであると知られるグレイプニル作成の鍛冶たちや、アンドヴァリが住む土地であるからである。
邦書においては黒小人という表現もみられる。たとえば山室静は、フェンリス狼を縛る鎖（前述のグレイプニル）の工匠たちやアンドヴァリがいるスヴァルトアールヴヘイムのことを「黒小人のところ」、その住人を「黒小人」として解説している。

井村君江の参考書でも、"明るく軽やかな良いライト・エルフ Light elves と、暗く醜く悪いダーク・エルフ Dark elves"の2種に分かれるとしており、「黒い（暗い）アルファル」という異表記を収める。

## 創作の世界
D&D等のゲームにみられる設定のダークエルフは、『指輪物語』に登場しない。『指輪物語』ではむしろオークがエルフに敵対する存在として、そのポジションを占めており、劇中に「オークはエルフの紛い物」との記述もある（ただし、オークは醜く愚かしい怪物として描かれている）。前史である『シルマリルの物語』では、古代に浄福の国の光に接する機会のなかったエルフたちが「暗闇のエルフ」と呼ばれるが、上記とは全く別の意味である（原作英語ではDark Elfである）。同作には闇の陣営に唆されて一族を裏切ったエルフも登場するが、これはあくまでも個人であり種族というわけではない（ただ、敵に捕らえられたエルフがオークにねじまげられた事を仄めかす記述はある）。
テーブルトークRPG『ダンジョンズ&ドラゴンズ』に登場するダークエルフは「ドラウ・エルフ（堕落したエルフ）」とも呼ばれ、ほぼ上記の存在とされている。
『ダンジョンズ&ドラゴンズ』を世界背景に採用した小説、『フォーゴトン・レルム』シリーズのうち『アイスウィンド・サーガ』『ダークエルフ物語』（R・A・サルバトーレ著）では、ダークエルフとしては例外的に善良な心を持つキャラクターが主人公として登場している。『ドラゴンランス』シリーズや『ソード・ワールドRPG』シリーズなどにも同様のダークエルフが登場する。
一般に褐色の肌を持つが、後年ではダークエルフの褐色の肌が黒人差別表現と看做されるケースがあるため、北米圏を中心として現実の人間ではありえない体色をしたデザインのものも増えている。2020年にはNetflixが、黒人差別表現を指摘されたことからダークエルフの登場する作品を削除した。

### D&D
テーブルトークRPG『ダンジョンズ&ドラゴンズ』（D&D）の背景世界、特に「グレイホーク」「フォーゴトン・レルム」「エベロン」の世界設定では、ダークエルフを指すのに「ドラウ」 (もしくは「ドロウ」、英語： drow) という妖精名が借用されている。彼らは漆黒の肌と白い髪を持ち、一般的に凶悪である。
「ミスタラ」の世界設定では、漆黒肌のダークエルフではなく、色素の薄い肌と髪を持つシャドウエルフ (shadow elf) と呼ばれる種族が存在している。シャドウエルフは、はるか昔に魔法の影響で地下世界に閉じ込められてしまったエルフが、地下世界に適応するために変異・進化したものである。
「ドラゴンランス」の世界（クリン）でのダークエルフは、エルフと別の種族ではない。クリンでは、他のD&D世界のような「ドラウ」は存在せず、主として悪事を働いたためにエルフ社会から追放されたエルフに与えられる蔑称である。ただし、クリンのエルフは観念的に、むしろ過剰に「善」であろうとする傾向がある為、必ずしも邪悪な存在とは言えない。同シリーズに登場するダラマールはその好例である。ただし、ドラゴン卿となったフェアル・サスのような例もある。
また初期にはゲームブック「ウェイレスの大魔術師」などのように他のD&D世界と同じドラウ型のダークエルフが登場する作品も存在した。

### フォーセリア
「ロードス島戦記」や「ソード・ワールドRPG」などの舞台となる「フォーセリア」の世界でのダークエルフは、茶褐色の肌である。彼らは必ずしも凶悪あるいは邪悪というわけではないが、上古の時代の「神々の大戦」の際に暗黒神ファラリスによって妖精界から召喚された存在であるとされ、暗黒神への信仰を「魂に刻まれている」為、多くの場合は悪の陣営とされる側に属している。能力や特性ではむしろ一般のエルフより優れている（ハイ・エルフにほぼ相当する）。「クリスタニア」のリプレイ版には、上古の時代から生き続けている「ダークエルフ・ハイロード」が登場する。これはおそらくはハイ・エルフの最長老をも凌ぐ、ほとんど神（邪神）に近い力を持つとされている。
フォーセリア世界のダークエルフは、強い忠誠心や深い愛情で結ばれることもある。代表的な例は、人間の男性アシュラムとダークエルフの女性ピロテースとの関係である。また、『サーラの冒険』シリーズ（山本弘）には、エルフの父親とダークエルフの母親の婚姻によって生まれたキャラクターが登場する（このダークエルフの母親も作中に登場するが、魅力的なキャラクターであり「邪悪な存在」とは言い難い）。『ダークエルフの口づけ』（川人忠明）は、ダークエルフにも市民権が与えられているファンドリア王国を舞台としており、ヒロイン役としてダークエルフが登場する。